# Drino vicina
Drino vicina là một loài ruồi trong họ Tachinidae.